# William Henry Sykes
Överste William Henry Sykes, född 25 januari 1790 nära Bradford i Yorkshire, död 16 juni 1872 i Kensington i London, var en engelsk naturvetenskapsman, fellow i Royal Society, som tjänstgjorde i brittiska armén i Indien och som främst är känd för sina insatser inom Indisk armén, som politiker, Indolog och ornitolog. Som en av förgrundsgestalterna inom den tidiga statistiska rörelsen under Viktorianska eran, och en av grundarna av Royal Statistical Society, genomförde han studier kring effektiviteten i olika militära operationer. När han återvände från Indien blev han direktör för Brittiska Ostindiska Kompaniet och medlem i parlamentet där han representerade Aberdeen.